# Seiya Kondō
Pour les articles homonymes, voir Kondō.
Seiya Kondō est un joueur de shōgi professionnel japonais né le 25 juillet 1996 à Yachiyo dans la préfecture de Chiba.

## Biographie et carrière
Seiya Kondō est né en juillet 1996 à Yachiyo.
Il est devenu professionnel avec un classement de 4e dan en octobre 2015 après avoir terminé premier du tournoi des 3e dan (avril-septembre 2015) avec 13 victoires et 5 défaites.
Lors de sa première saison en tant que professionnel, il sort des qualifications de la Coupe NHK 2016 et est battu au premier tour (32e de finale). La même année, il devient le premier joueur 4e dan depuis 27 ans (1990) à se qualifier pour la phase finale du tournoi Osho 2016-2017. Bien que finissant à la 5e-6e place avec 2 victoires et quatre défaites, il bat Yoshiharu Habu qui est éliminé pour la première fois des quatre premières places du Osho. En 2021, il finit 2e-4e du tournoi Osho, puis 3e-4e en 2022 et quatrième lors de la saison 2023-2024.
En 2021 et 2022, il se qualifie pour le tournoi des candidats du Oi et finit à la 2e-4e place de sa poule (la poule blanche en 2021 et la poule rouge en 2022).
Il est classé 7e dan à partir de mars 2020.
En 2019, il se qualifie pour le tournoi de la classe B1 de la saison 2020 du tournoi Meijin.